# Layers of Fear 2
Layers of Fear 2 è un videogioco horror psicologico sviluppato da Bloober Team. È stato pubblicato per Linux, Microsoft Windows, PlayStation 4 e Xbox One nel 2019, e per Nintendo Switch nel 2021. È il seguito di Layers of Fear.
In Layers of Fear 2, il giocatore controlla un attore a bordo di una nave seguendo le istruzioni di un regista invisibile. Il gameplay, presentato in prima persona, è guidato dalla storia e ruota attorno alla risoluzione di puzzle e all'esplorazione. Un sequel intitolato Layers of Fear è stato pubblicato il 15 giugno 2023.

## Trama
Il gioco inizia con un attore che si sveglia e cammina attraverso un'area danneggiata e fatiscente che assomiglia ai corridoi di una nave da crociera, incontrando una figura femminile deformata che lo deride, affermando che "quasi ci erano riusciti". Il gioco inizia su una nave da crociera dopo che un attore vi è salito in una suite speciale, poiché il suo agente lo ha convinto a incontrare un regista misterioso ed eccentrico. Il protagonista viene contattato dal regista tramite un altoparlante e incaricato di "costruire il personaggio"; l'attore deve attraversare un'area della nave riservata agli ospiti e all'equipaggio. Durante i numerosi corridoi e stanze della nave, incontra molte stranezze e apparenti eventi soprannaturali mentre il regista parla, con vari flashback, con visioni e allucinazioni che cambiano per adattarsi. L'attore ottiene diverse bobine di film che portano attraverso quattro atti principali, ciascuno con enigmi, ostacoli e decisioni importanti che il giocatore deve prendere.
La storia che si svolge inizia con un giovane fratello, James Burns, e sua sorella maggiore Lily. Entrambi sono lasciati soli con il loro padre violento e alcolizzato, che ha perso un occhio dopo il servizio militare. Egli detesta James, poiché la moglie è morta dopo la sua nascita, e lo maltratta frequentemente. Lily cerca di sollevare il morale del fratello giocando spesso a recitare, ispirata da un film di pirati che guardano segretamente nel cinema del padre. Una volta, Lily cade e sbatte la testa, e al risveglio dopo essere svenuta per un momento, Lily dice che la vecchia lei è morta, chiamandosi "Capitano". I due fratelli scappano dopo che il cinema brucia, uccidendo il padre (è implicito che Lily sia stata responsabile in qualche modo). Successivamente trovano e salgono su una nave come clandestini, anche se devono nascondersi dall'equipaggio e cercare cibo. Dopo che James quasi li fa scoprire, Lily va a cercare cibo da sola. James, spaventato di essere solo, viene ricordato che se si ferma e ascolta, può sentire la voce della sorella dentro di sé. Più tardi, Lily ritorna, ma è visibilmente arrabbiata e angosciata; è disturbato da varie voci e visioni di lei aggredita sessualmente da un passeggero, che poi ha ucciso. Lily, incapace di gestire il trauma, si sfoga su James. Poco dopo, un incendio scoppia durante una tempesta, e James e Lily si separano, con Lily che promette che lo troverà. Tuttavia, James sopravvive mentre scappa su una barca, mentre Lily muore sulla nave. Anni dopo, James viene scoperto da un attore, che lo introduce alla professione, portando agli eventi del gioco.
Il gioco si conclude con l'attore che arriva su un palco con un ragazzino, dove concludono una performance davanti a una folla. L'attore poi si guarda nella sua stanza, con l'attore rivelato essere maschio o femmina, a seconda delle scelte fatte. Lo schermo diventa nero dopo che si gira per vedere un baule tremare e aprirsi.
Il gioco si svolge nella mente di James, che è rimasto vuoto e vacante dopo la morte di Lily; il regista è suggerito essere la sua coscienza interiore. James è intrappolato in una lotta interiore, mentre tenta di ricostruire la coscienza della sorella defunta per riportarla indietro. Il suo inconscio, prendendo la forma del regista, lo spinge a impedirlo, invece rifiutando i tentativi del suo alter-ego di prendere il sopravvento. James fugge continuamente da un mostro deforme e senza forma che rappresenta la sua indecisione e mancanza di identità. La donna deformata, conosciuta come la "Regina dei Ratti", è un'entità misteriosa che sembra guidare James; nel terzo finale, dove le decisioni sono prese in ugual misura, appare e rimprovera James, e il ciclo ricomincia mentre gli eventi del gioco si resettano. Nel quinto e ultimo atto, James attraversa il centro della sua mente all'interno della ricostruzione degradata e sommersa della nave, emergendo come "Lily" o se stesso, con il regista che si separa da lui (per un certo tempo, se si verifica il terzo finale). È suggerito che ci sia un elemento soprannaturale in questo, poiché la voce di Lily gli dice che ha chiamato la sua anima, ma "qualcos'altro ha risposto", forse riferendosi alla Regina dei Ratti, che potrebbe essere un essere che aiuta a finalizzare la sua scelta di chi è; questo è anche il motivo per cui alcune persone non lo riconoscono completamente, e nessuna fotocamera o scrittura può accertare il suo aspetto o il suo nome. Per la scena finale, per "Lily" simboleggia il suo prendere il sopravvento su Jacob mentre il suo senso di sé si dissolve, anche se la conoscenza di James lo seguirà per sempre; per il vero James, rappresenta l'accettazione e la convivenza con il suo passato, senso di colpa e rimpianti e il proseguimento della sua vita, costruendo il proprio personaggio personale piuttosto che viverne un altro.

## Modalità di gioco
Il giocatore prende il controllo di un attore a bordo di una nave. Mentre esplora la nave, trova bobine di film e attrezzature per fotocamere, oltre a vari set cinematografici. La voce del regista del film sembra essere trasmessa in determinati momenti, quando l'attore deve completare un determinato compito. Il rispetto o meno delle istruzioni del regista da parte del giocatore influisce sul dialogo e sul finale del gioco.

## Accoglienza
Layers of Fear 2 ha ricevuto "recensioni miste o medie". Steve Petite di IGN lo ha definito "il gioco horror più sbalorditivo di questa generazione" e ha elogiato la sua "scrittura inquietantemente bella".